# Ізотопи каліфорнію
Каліфорній (98Cf) є штучним елементом, тому стандартну атомну вагу вказати неможливо. Як і всі штучні елементи, він не має стабільних ізотопів. Перший ізотоп, який був синтезований, був 245Cf у 1950 році. Відомо 20 радіоізотопів від 237Cf до 256Cf і один ядерний ізомер, 249mCf. Найбільш довгоживучим є ізотоп 251Cf з періодом напіврозпаду 898 років.

## Список ізотопів

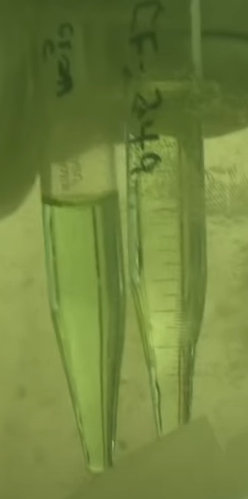
Cf-249

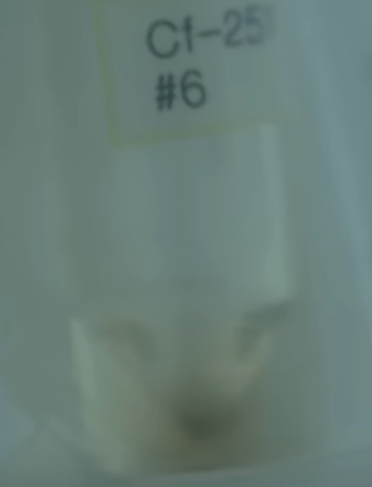
Cf-251

| Символ ізотопу | Z(p)              | N(n)              | Маса ізотопу (u)  | Період напіврозпаду | Типи розпаду   | Дочірні ізотопи | Спін і парність ядра |
| Символ ізотопу | Енергія збудження | Енергія збудження | Енергія збудження | Період напіврозпаду | Типи розпаду   | Дочірні ізотопи | Спін і парність ядра |
| -------------- | ----------------- | ----------------- | ----------------- | ------------------- | -------------- | --------------- | -------------------- |
| 237Cf          | 98                | 139               | 237.06220(10)     | 0.8(2) с            | α (70 %)       | 233Cm           | 5/2+#                |
| 237Cf          | 98                | 139               | 237.06220(10)     | 0.8(2) с            | СП (30 %)      | (різні)         | 5/2+#                |
| 237Cf          | 98                | 139               | 237.06220(10)     | 0.8(2) с            | β+ (рідко)     | 237Bk           | 5/2+#                |
| 238Cf          | 98                | 140               | 238.06149(32)#    | 21.1(13) мс         | СП             | (різні)         | 0+                   |
| 238Cf          | 98                | 140               | 238.06149(32)#    | 21.1(13) мс         | α (<5 %)       | 234Cm           | 0+                   |
| 239Cf          | 98                | 141               | 239.06248(13)#    | 28(2) с             | α (65 %)       | 235Cm           | (5/2+)               |
| 239Cf          | 98                | 141               | 239.06248(13)#    | 28(2) с             | β+ (35 %)      | 239Bk           | (5/2+)               |
| 240Cf          | 98                | 142               | 240.062253(19)    | 40.3(9) с           | α (98.5 %)     | 236Cm           | 0+                   |
| 240Cf          | 98                | 142               | 240.062253(19)    | 40.3(9) с           | СП (1.5 %)     | (різні)         | 0+                   |
| 240Cf          | 98                | 142               | 240.062253(19)    | 40.3(9) с           | β+?            | 240Bk           | 0+                   |
| 241Cf          | 98                | 143               | 241.06369(18)#    | 2.35(18) хв         | β+ (85 %)      | 241Bk           | (7/2−)               |
| 241Cf          | 98                | 143               | 241.06369(18)#    | 2.35(18) хв         | α (15 %)       | 237Cm           | (7/2−)               |
| 242Cf          | 98                | 144               | 242.063755(14)    | 3.49(15) хв         | α (61 %)       | 238Cm           | 0+                   |
| 242Cf          | 98                | 144               | 242.063755(14)    | 3.49(15) хв         | β+ (39 %)      | 242Bk           | 0+                   |
| 242Cf          | 98                | 144               | 242.063755(14)    | 3.49(15) хв         | СП (<0.014 %)  | (різні)         | 0+                   |
| 243Cf          | 98                | 145               | 243.06548(19)#    | 10.8(3) хв          | β+ (86 %)      | 243Bk           | (1/2+)               |
| 243Cf          | 98                | 145               | 243.06548(19)#    | 10.8(3) хв          | α (14 %)       | 239Cm           | (1/2+)               |
| 244Cf          | 98                | 146               | 244.0659994(28)   | 19.5(5) хв          | α (75 %)       | 240Cm           | 0+                   |
| 244Cf          | 98                | 146               | 244.0659994(28)   | 19.5(5) хв          | ЕЗ (25 %)      | 244Bk           | 0+                   |
| 245Cf          | 98                | 147               | 245.0680468(26)   | 45.0(15) хв         | β+ (64.7 %)    | 245Bk           | 1/2+                 |
| 245Cf          | 98                | 147               | 245.0680468(26)   | 45.0(15) хв         | α (35.3 %)     | 241Cm           | 1/2+                 |
| 245mCf         | 57(4) КеВ         | 57(4) КеВ         | 57(4) КеВ         | >100# нс            | ІП             | 245Cf           | (7/2+)               |
| 246Cf          | 98                | 148               | 246.0688037(16)   | 35.7(5) г           | α              | 242Cm           | 0+                   |
| 246Cf          | 98                | 148               | 246.0688037(16)   | 35.7(5) г           | СП (2.4×10−4%) | (різні)         | 0+                   |
| 246Cf          | 98                | 148               | 246.0688037(16)   | 35.7(5) г           | ЕЗ?            | 246Bk           | 0+                   |
| 247Cf          | 98                | 149               | 247.070971(15)    | 3.11(3) г           | ЕЗ (99.965 %)  | 247Bk           | (7/2+)               |
| 247Cf          | 98                | 149               | 247.070971(15)    | 3.11(3) г           | α (.035 %)     | 243Cm           | (7/2+)               |
| 248Cf          | 98                | 150               | 248.0721829(55)   | 333.5(28) дня       | α (99.997 %)   | 244Cm           | 0+                   |
| 248Cf          | 98                | 150               | 248.0721829(55)   | 333.5(28) дня       | СП (.0029 %)   | (різні)         | 0+                   |
| 249Cf          | 98                | 151               | 249.0748504(13)   | 351(2) рік          | α              | 245Cm           | 9/2−                 |
| 249Cf          | 98                | 151               | 249.0748504(13)   | 351(2) рік          | СП (5×10−7%)   | (різні)         | 9/2−                 |
| 249mCf         | 144.98(5) КеВ     | 144.98(5) КеВ     | 144.98(5) КеВ     | 45(5) мкс           | ІП             | 249Cf           | 5/2+                 |
| 250Cf          | 98                | 152               | 250.0764045(17)   | 13.08(9) років      | α (99.923 %)   | 246Cm           | 0+                   |
| 250Cf          | 98                | 152               | 250.0764045(17)   | 13.08(9) років      | СП (.077 %)    | (різні)         | 0+                   |
| 251Cf          | 98                | 153               | 251.0795872(42)   | 898(44) років       | α              | 247Cm           | 1/2+                 |
| 251mCf         | 370.47(3) КеВ     | 370.47(3) КеВ     | 370.47(3) КеВ     | 1.3(1) мкс          | ІП             | 251Cf           | 11/2−                |
| 252Cf          | 98                | 154               | 252.0816265(25)   | 2.645(8) років      | α (96.8972 %)  | 248Cm           | 0+                   |
| 252Cf          | 98                | 154               | 252.0816265(25)   | 2.645(8) років      | СП (3.1028 %)  | (різні)         | 0+                   |
| 253Cf          | 98                | 155               | 253.0851337(46)   | 17.81(8) днів       | β− (99.69 %)   | 253Es           | (7/2+)               |
| 253Cf          | 98                | 155               | 253.0851337(46)   | 17.81(8) днів       | α (.31 %)      | 249Cm           | (7/2+)               |
| 254Cf          | 98                | 156               | 254.087324(12)    | 60.5(2) днів        | СП (99.69 %)   | (різні)         | 0+                   |
| 254Cf          | 98                | 156               | 254.087324(12)    | 60.5(2) днів        | α (.31 %)      | 250Cm           | 0+                   |
| 254Cf          | 98                | 156               | 254.087324(12)    | 60.5(2) днів        | β−β−?          | 254Fm           | 0+                   |
| 255Cf          | 98                | 157               | 255.09105(22)#    | 85(18) хв           | β−             | 255Es           | (7/2+)               |
| 255Cf          | 98                | 157               | 255.09105(22)#    | 85(18) хв           | СП?            | (різні)         | (7/2+)               |
| 255Cf          | 98                | 157               | 255.09105(22)#    | 85(18) хв           | α?             | 251Cm           | (7/2+)               |
| 256Cf          | 98                | 158               | 256.09344(34)#    | 12.3(12) хв         | СП             | (різні)         | 0+                   |
| 256Cf          | 98                | 158               | 256.09344(34)#    | 12.3(12) хв         | α?             | 252Cm           | 0+                   |
| 256Cf          | 98                | 158               | 256.09344(34)#    | 12.3(12) хв         | β−β−?          | 256Fm           | 0+                   |

1. ↑  Скорочення:
ЗЕ: Захоплення електрону
ІП: Ізомерний перехід
СП: Спонтанний поділ
2. ↑  Найлегший нуклід, який, як відомо, зазнає спонтанного поділу як основного способу розпаду
3. ↑  Великий переріз захоплення нейтронів[en], має тенденцію до захоплення нейтронів
4. ↑  Найбільш представлений ізотоп
5. ↑  Сильний випромінювач нейтронів, в середньому 3,7 нейтронів за поділ ядра

## Каліфорній-252

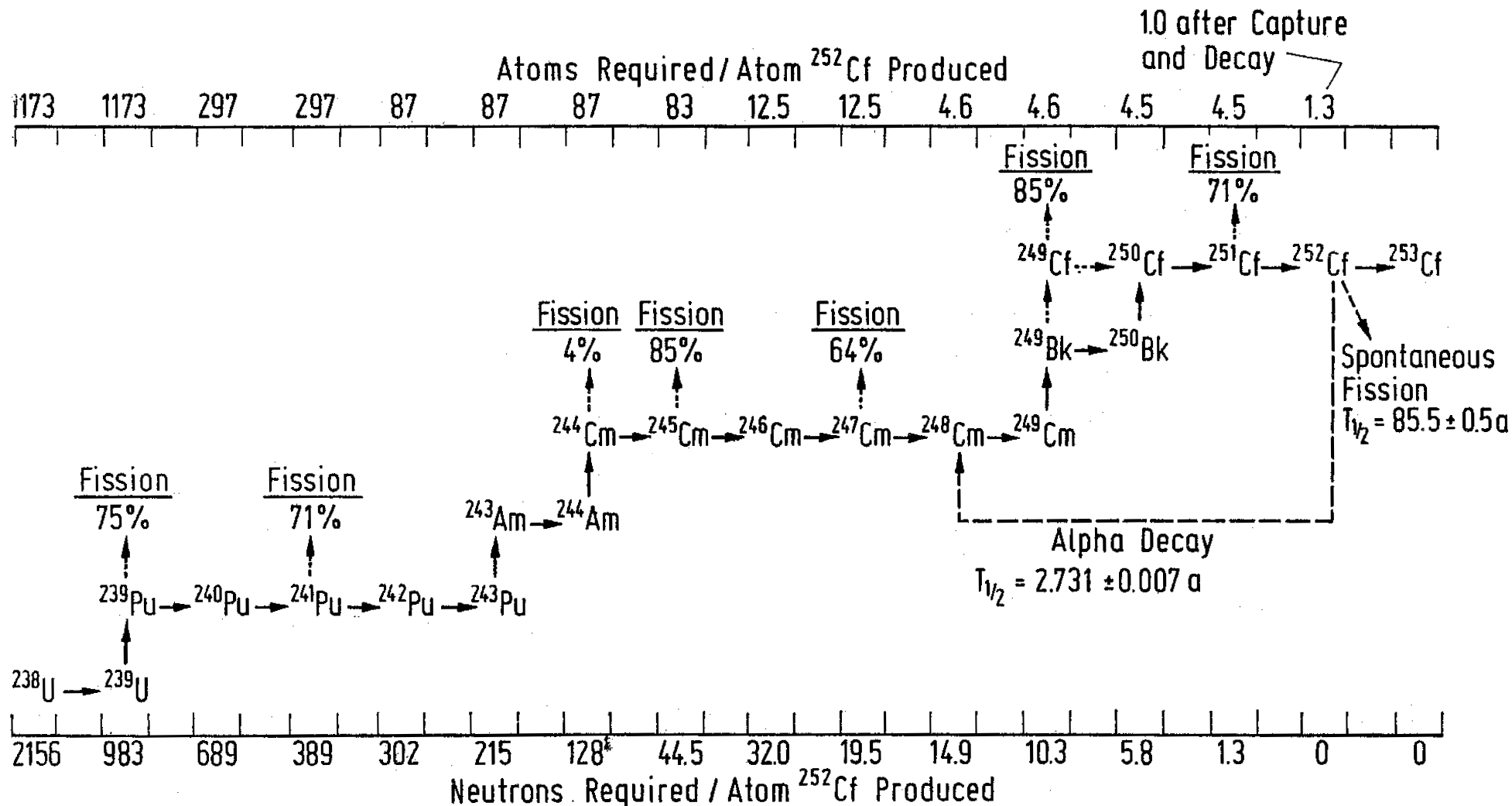
Схема утворення

Каліфорній-252 (Cf-252, 252Cf) зазнає спонтанного поділу з коефіцієнтом розгалуження 3,09 % і використовується в джерелах нейтронів малого розміру. Нейтрони поділу мають діапазон енергій від 0 до 13 МеВ із середнім значенням 2,3 МеВ і найімовірнішим значенням 1 МеВ.
Цей ізотоп створює сильне випромінювання нейтронів і може бути використаний для ряду застосувань у таких галузях, як ядерна енергетика, медицина та розвідка нафти.

### Атомні реактори
Джерела нейтронів з використанням 252Cf найбільше використовуються при запуску ядерних реакторів. Як тільки реактор заповнюється ядерним паливом, стабільне випромінювання нейтронів із вихідного матеріалу починає ланцюгову реакцію.

### Військова справа та оборона
Портативна ізотопна нейтронна спектроскопія (PINS), яка використовується Збройними силами Сполучених Штатів, Національною гвардією, внутрішньою безпекою, митницею та прикордонною службою, використовує джерела на основі 252Cf для виявлення небезпечного вмісту в артилерійських снарядах, мінометних снарядах, ракетах, бомбах, мінах, та саморобних вибухових пристроях.

### Нафта
У нафтовій промисловості 252Cf використовується для пошуку шарів нафти та води в свердловині. У свердловину опускають прилади, які бомбардують формацію нейтронами високої енергії для визначення пористості, проникності та наявності вуглеводнів по всій довжині свердловини.

### Медицина
252Cf також використовується для лікування важких форм раку. Для деяких типів раку мозку та шийки матки 252Cf можна використовувати як економічно ефективнішу заміну радію.